# Xtreme Latin American Wrestling
Xtreme Latin American Wrestling también conocida como XLAW o X-LAW es una promotora independiente de lucha libre profesional mexicana fundada en el 2001 por Ernesto Ocampo. La promotora es considerada como la primera empresa de lucha Hardcore en México

## Campeonatos activos
| Champeonato                          | Campeón(es) actual(es) | Campeón(es) anterior(es)                          | Obtenido el           | Lugar                            |
| ------------------------------------ | ---------------------- | ------------------------------------------------- | --------------------- | -------------------------------- |
| XLAW Heavyweight Championship        | L.A. Park              | Nicho el Millonario                               | 8 de agosto de 2004   | Auditorio de Tijuana             |
| XLAW International Championship      | Sabu                   | Damián 666                                        | 30 de octubre de 2010 | Arena López Mateos, Tlalnepantla |
| XLAW Junior Heavyweight Championship | Daga                   | Super Crazy                                       | 19 de febrero de 2012 | Arena López Mateos, Tlalnepantla |
| XLAW Tag Team Championship           | Vacante                | La Familia de Tijuana (Damian 666 and Halloween ) | 4 de abril de 2004    |                                  |
| XLAW Welterweight Championship       | Serval                 | Ignagural                                         | 20 de marzo de 2010   | Plaza de Toros de Tula, HGO      |
| XLAW Women's Championship            | A☆YU☆MI                | Ignagural                                         | 29 de mayo de 2009    | Circo Volador, Ciudad de México  |